# Brankovo
Brankovo este o localitate din comuna Velike Lašče, Slovenia, cu o populație de 20 de locuitori.